# 햐다인의 짜짜짝☆짝사랑-C
〈햐다인의 짜짜짝☆짝사랑-C〉(일본어: ヒャダインのカカカタ☆カタオモイ-C)는 햐다인의 첫 번째 싱글이다.

## 수록곡
작사・작곡・편곡：마에야마다 켄이치
1. ヒャダインのカカカタ☆カタオモイ-C [3:53]
  - TV 애니메이션 《일상》 오프닝 테마송
2. ヒャダル子のカカカタ☆カタオモイ-F [3:52]
3. Choose me feat.佐咲紗花 [3:59]
노래：햐다인, 佐咲紗花
4. ヒャダインのカカカタ☆カタオモイ-C (without ヒャダル子)
5. ヒャダインのカカカタ☆カタオモイ-C (without ヒャダイン)
6. ヒャダインのカカカタ☆カタオモイ-C (off vocal)
7. Choose me feat.佐咲紗花 (off vocal)